# Oktant
Inom matematiken är en oktant en av åtta indelningar av ett vanligtvis tredimensionellt rum.

## Oktanter i rummet

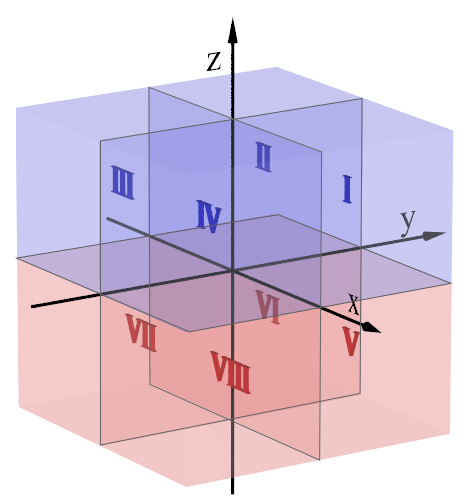
Ett tredimensionellt euklidiskt rum där xy-, xz- och yz-planen delar in rummet i oktanter

I ett tredimensionellt euklidiskt rum är en oktant en del av rummet som avgränsas av koordinatplanen, analogt med hur en kvadrant i det tvådimensionella planet avgränsas av koordinataxlarna.
Oktanten där alla koordinater är positiva brukar kallas för första oktanten.

## Oktanter i planet
Planet kan delas in i åtta oktanter på samma sätt som en karta delas in i nord, nordväst, väst, sydväst, syd, sydost, öst, nordost.

Klassisk kompassros